# Bernhard Hammer

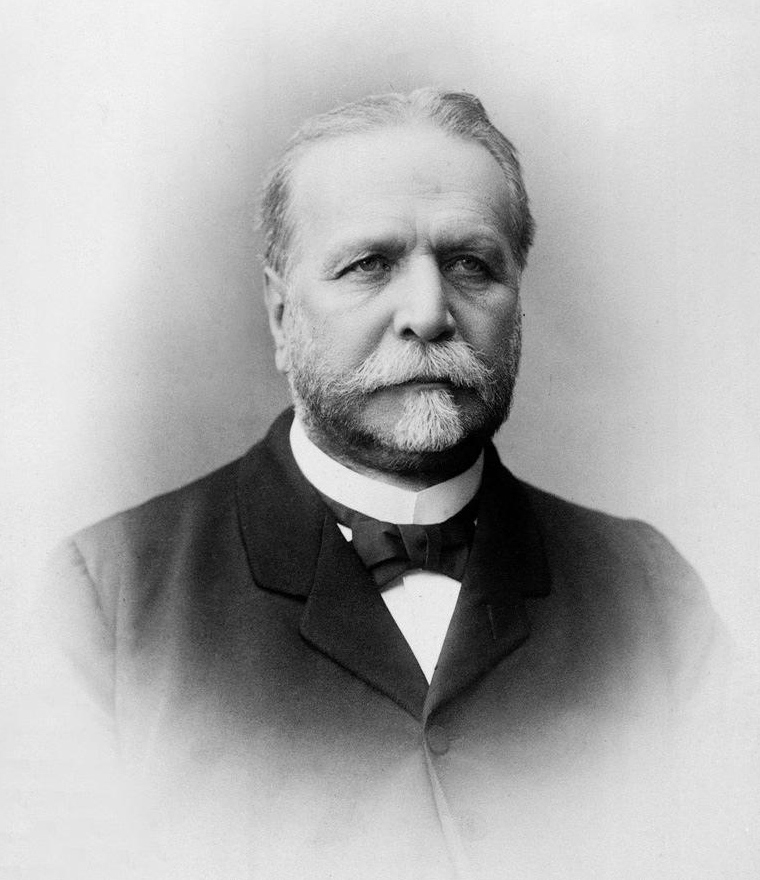
Bernhard Hammer.

Bernhard Hammer, född den 3 mars 1822 i Olten, död den 6 april 1907 i Solothurn, var en schweizisk statsman.
Hammer blev 1850 advokat och 1853 domare i sin hembygd, kantonen Solothurn. Han gjorde redan 1847 som artilleriofficer tjänst i kriget mod det romersk-katolska Sonderbund och blev 1862 överste. Hammer var 1868–1872 Schweiz sändebud i Berlin och 1875–1890 medlem av forbundsrådet, där han företrädesvis styrde finansväsendet. Han var två gånger (1879 och 1889) förbundspresident och tog efter sin avgång säte i Nationalrådet fram till 1896. 